# Johann Nicolaus Esper
Johann Nicolaus Esper (* 17. Dezember 1670 in Lenkersheim; † 12. März 1717 in Windsheim) war ein deutscher Pfarrer und Schriftsteller.
Er war Sohn des Theologen Johann Matthaeus Esper und besuchte von 1682 bis 1689 die Schule in Heilsbronn. Anschließend studierte er zunächst an der Universität Jena, ab 1690 dann an der Universität Altdorf. Dort verteidigte er seine Dissertation zur Erlangung des Magistergrades im Jahr am 16. Juni 1691. 1692 wurde er als Nachfolger seines Vaters Pfarrer in seinem Geburtsort Lenkersheim. Neben seinem Pfarramt war er als camerarius des Landkapitels Neustadt an der Aisch tätig. 1694 schloss er die Ehe mit Susanna Sophia Meyer, deren Vater Heinrich Meyer Verleger in Altdorf war. 1716 wechselte er als Pfarrer nach Ipsheim. Bereits im folgenden Jahr kam er an Pfingsten bei einem Kutschenunfall ums Leben, als er auf dem Rückweg von einer Synode im nahegelegenen Windsheim war und der Wagen wegen der Unachtsamkeit des Kutschers an einem Eckstein umgeworfen wurde.
Der Philosoph und Dichter Magnus Daniel Omeis, bei dem Esper in Altdorf studiert hatte, nahm diesen 1708 in den Pegnesischen Blumenorden auf und krönte ihn zum „Dichter“. Dieser in Nürnberg beheimateten literarischen Gesellschaft stand Omeis als Präsident vor. Dort erhielt er den Beinamen „Hesperius“ („Nachtviole“). Von seinen literarischen Werken wurde nur wenig gedruckt, darunter ein Trauergedicht auf den Windsheimer Rektor Johann Georg Otho, ein Trauergedicht auf den Amtmann Sebastian Arzberger und ein Lobgedicht auf Johann Philipp Fuchs von Dornheim. Auf 1704 in Neustadt an der Aisch stattfindenden Synode hielt er eine Rede De culto Dei fanatico, die aber anscheinend nicht gedruckt wurde.

## Schriften (Auswahl)
- Dissertatio vtrum virtus doceri queat? [...] Kretschmann, Ansbach 1689 (Schulrede).
- Dissertatio de erroribus quibusdam qui philosophis veteribus falso aut dubie saltem adscribi vulgo solent [...]. Meyer, Altdorf 1691.
- Treu-gemeintes Denckmahl über das Leben und Sterben [...]. Helmhack, Windsheim 1702 (Trauergedicht auf Johann Georg Otho).
- Dem [...] Herrn Johan Philipp Fuchsen von Dornheim [...] des hohen Domstiffts zu Würzburg hoch-ansehnlichen Scholastico [...]. Millenau, Rothenburg ob der Tauber 1712.